# Rhene darjeelingiana
Rhene darjeelingiana là một loài nhện trong họ Salticidae. Loài này được phát hiện ở Ấn Độ.